# (5164) Mullo
(5164) Mullo (1984 WE1) – planetoida z pasa głównego asteroid okrążająca Słońce w ciągu 6 lat i 351 dni w średniej odległości 3,64 j.a. Została odkryta 20 listopada 1984 roku.